# Marian Lewicki (polityk)
Marian Piotr Lewicki (ur. 26 lipca 1951 w Obrotach) – polski polityk, inżynier elektryk, senator V kadencji.

## Życiorys
Po śmierci matki od 1953 wychowywał się w państwowych placówkach opiekuńczych. W 1970 ukończył technikum energetyczne we Wrocławiu i podjął pracę w Zakładzie Energetycznym Wałbrzych jako monter linii energetycznych wysokich napięć. Od 1972 pracował w Kombinacie Górniczo-Hutniczym Miedzi w Lubinie. W 1986 ukończył studia na Wydziale Elektrycznym Wyższej Szkoły Inżynierskiej w Zielonej Górze z dyplomem inżyniera elektryka, później odbył także studia podyplomowe (zarządzanie finansami w Akademii Ekonomicznej we Wrocławiu i zarządzanie przedsiębiorstwami we Wrocławskiej Szkole Zarządzania).
Jako kierownik oddziału elektrycznego uczestniczył w budowie największej kopalni zagłębia miedziowego, kopalni „Rudna”. W Kombinacie Górniczo-Hutniczym Miedzi działał w radzie pracowniczej (był jej wiceprzewodniczącym w latach 1987–1991). W 1996 został prezesem spółki prawa handlowego FOSROC-KSANTE.
Związany z Unii Pracy od 1993, wchodził w skład władz partii; był członkiem krajowego komitetu wykonawczego oraz przewodniczącym rady dolnośląskiej. W wyborach samorządowych w 1998 bez powodzenia ubiegał się o mandat radnego sejmiku dolnośląskiego z listy koalicji Przymierze Społeczne. W latach 2001–2005 pełnił mandat senatora, wybranego z okręgu legnickiego. W Senacie pracował w Komisji Skarbu Państwa i Infrastruktury (był jej wiceprzewodniczącym) oraz Komisji Ochrony Środowiska; pełnił również funkcję wiceprzewodniczącego Klubu Senackiego SLD-UP „Lewica Razem”. W 2005 nie ubiegał się o reelekcję. W tym samym roku został decyzją sądu koleżeńskiego usunięty z Unii Pracy z uwagi na poparcie przez niego kandydatury Włodzimierza Cimoszewicza na prezydenta RP.
Żonaty, ojciec trojga dzieci.